# 고이데 후사나오

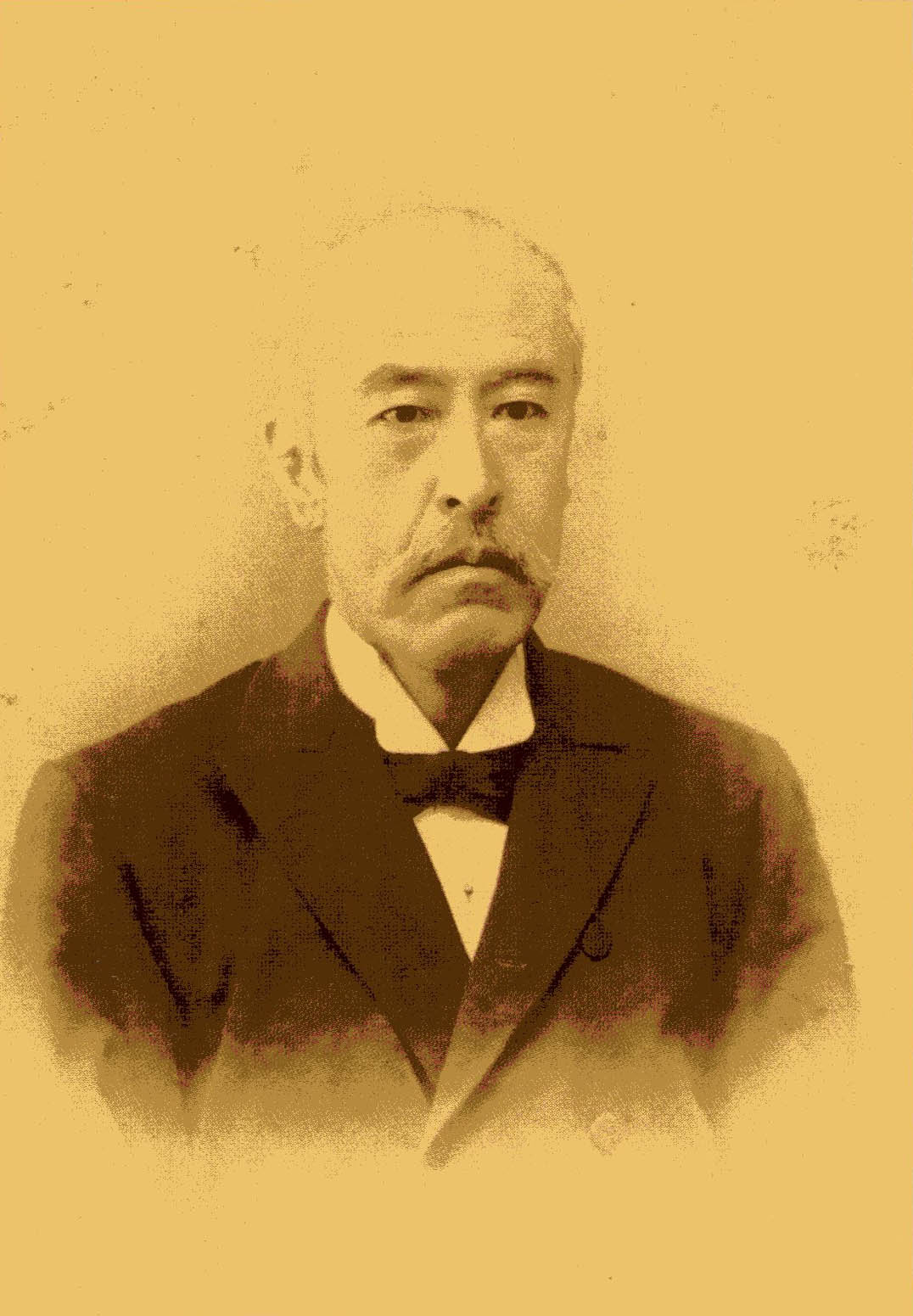
고이데 후사나오

고이데 후사나오(小出英尚)는 단바 소노베 번 마지막 번주이다. 요시치카 계 고이데 가 제10대 당주.
| 전임 고이데 후사노리 | 제10대 소노베 번 번주 (고이데 가) 1856년 ~ 1871년 | 후임 폐번치현 |